# 春菜まい
春菜 まい（はるな まい、1984年3月20日 - ）は、日本の元AV女優。
東京都出身。Hカップの巨乳な単体女優。

## 略歴
2002年、クリスタル映像専属女優として『たわわな18歳　春菜まい』でAVデビュー。
2003年 、『癒され荘 〜管理人さんはHカップ〜』でワープエンタテインメントよりセルデビュー。
2004年春 、紋舞らん、加山由衣の3人でNeo minxを結成したが、同年8月に加山由衣の引退に伴い解散した。それ以降は事実上の北都グループ専属女優となった。
2004年に東京スポーツ映画大賞 第4回ビートたけしのエンターテインメント賞主演AV女優賞受賞。
2005年3月いっぱいで引退した。

## 作品

### アダルトビデオ
2002年
- たわわな18歳（9月26日、クリスタル映像）※デビュー作
- ぷるるん桃乳娘（10月24日、クリスタル映像）
- 聖少女（11月9日、バウハウス）※ヌードイメージ DVD版は2003年1月9日
- 女乳（11月21日、クリスタル映像）
- 春菜まいの ねえ、Hしよっ★（12月12日、クリスタル映像）

2003年
- コスプレ召使い（1月16日、クリスタル映像）
- A級乳犯（2月15日、クリスタル映像）
- 癒され荘 〜管理人さんはHカップ〜（3月7日、ワープエンタテインメント）
- 春菜まい 4時間（3月28日、ケイ・エム・プロデュース）
- 爆乳喫茶（4月3日、ドリームチケット）
- 僕だけの巨乳ペット3 Hカップの教育実習生編（4月4日、ワープエンタテインメント）
- 溺性 へんたい餌獄（4月21日、h.m.p）
- 変態志願 春菜まい（5月22日、クリスタル映像）
- 僕だけの巨乳ママ 5（6月6日、ワープエンタテインメント）
- feel（6月12日、クリスタル映像）
- まいタンのぷるるん性超記（6月15日、MOODYZ）
- ワタシがぜ〜んぶしてアゲル。（7月15日、MOODYZ）
- M乳遊戯（7月19日、クリスタル映像）
- おっぱいチャンネル!（8月3日、DASH（ハンドメイドビジョン））
- 極・本番（8月8日、GLAY'z）
- 夢[むにゅー]乳（8月8日、プレステージ）
- mai*mode（8月10日、グローリークエスト）
- 涙の教育実習（8月16日、ヒビノ）
- FACE 61 春菜まい（8月22日、アウダーズジャパン）
- 妹の恥毛 いもうとのちもう（9月1日、ゼロコーポレーション）
- なりきり24時間 〜家庭教師は激H〜 （9月5日、アウダーズジャパン）
- La MAID（9月12日、ビッグモーカル）
- バーチャル◆ソープ（9月19日、笠倉出版社）
- 極・犯（9月19日、GLAY'z）
- 女子高生監禁凌辱 鬼畜輪姦45（10月8日、アタッカーズ）
- 極・乳（10月17日、GLAY'z）
- AVW FUCK DOWN（10月24日、オブテイン・フューチャー）共演:杏野るり、七瀬ななみ
- AVW FUCK DOWN 〜まいの高級ソープ嬢〜（10月24日、オブテイン・フューチャー）
- NO．1 スーパー（超）ミニスカ軍団（11月6日、アイエナジー）共演:加山由衣、矢田あき、星月まゆら
- 女体解剖室（11月21日、笠倉出版社）
- ドデカパイブルッ! Evolution（11月21日、HRC）
- It's show time Vol.1（12月4日、SODクリエイト）共演:黒沢愛、宝来みゆき
- It's show time Vol.2 （12月4日、SODクリエイト）共演:黒沢愛、宝来みゆき
- 春菜まい I want you（12月1日、ゼロコーポレーション）
- NO.1 聖☆春菜まい（12月4日、アイエナジー）
- ビップシャワー4（12月5日、ワープエンタテインメント）共演:沢口あすか、朝比奈ゆい
- 淫獣奴隷輪姦（12月8日、アタッカーズ）共演:長谷川瞳、杏野るり
- 超電光ダンガイン 襲来!鬼畜淫獣部隊編 スーパーヒロイン陵辱シリーズ第2弾（12月18日、ヒビノ）
- 痴女優コレクション おしゃぶり編（12月19日、笠倉出版社）オムニバス作品
- スイカップアナウンサー 完全版（12月26日、ケイ・エム・プロデュース）

2004年
- 超電光ダンガインvs超忍者セーバイン 淫魔界陵辱大戦 スーパーヒロイン陵辱シリーズ第3弾（1月8日、ヒビノ）共演:加山由衣
- 春菜まい（2月5日、ゼロコーポレーション）
- ムレムレパンスト ランジェリーパラダイス（3月15日、ゼロコーポレーション）オムニバス作品
- 地上最後の楽園 風俗島（3月15日、MOODYZ）共演:南波杏、朝比奈ゆい
- エロエロにして…（3月19日、イー・コンプレックス）
- どすこい（4月1日、MOODYZ）共演:吉永ゆりあ、三上翔子、桜田さくら、田村麻衣、小泉キラリ、朝倉なほ(早乙女みなき)、神崎優
- DIGITAL CHANNEL（4月8日、アイデアポケット）
- 巨乳マニフェスト（4月10日、ドグマ）
- 完全撮りおろしスーパースター4時間SPECIAL（3月23日、ケイ・エム・プロデュース））オムニバス作品
- すごいよ!・3 セレブOL編（4月30日、イエローボックス）オムニバス作品
- 地上最後の楽園 風俗島おもわず120分延長プレイ （5月1日、MOODYZ）共演:南波杏、朝比奈ゆい
- メイキング・オブ どすこい（5月1日、MOODYZ）共演:吉永ゆりあ、三上翔子、桜田さくら、田村麻衣、小泉キラリ、朝倉なほ(早乙女みなき)、神崎優
- Neo minx シリーズ（5月7日、7月9日、8月6日、オブテイン・フューチャー）共演:紋舞らん、加山由衣
- 妹が乳がデカすぎて。（5月10日、ドグマ）
- 春菜まいの超巨乳ソープ嬢（5月15日、MOODYZ）
- eRAW（6月4日、オブテイン・フューチャー）共演:朝比奈ゆい、三上翔子、紋舞らん、長谷川瞳、姫川麗、りん、桜田由加里
- eRAW スペシャルDVD-BOX（6月4日、オブテイン・フューチャー）共演:朝比奈ゆい、紋舞らん、レディ・ミステリオ、姫川麗、大城楓、春菜まい、長谷川瞳、りん、桜田由加里、マスク・ド・チェリー、加山由衣
- 巨乳拘束トランス 春菜まい （6月10日、ドグマ）
- ダブルボインでごはん何杯でも食べられる! 完全版 （6月18日、ケイ・エム・プロデュース）共演:朝比奈ゆい
- 巨乳女子校生ザーメン白書（7月1日、MOODYZ）
- デジタルモザイク Vol.44（8月1日、MOODYZ）
- 過激サービスソープ嬢（8月13日、メディアバンク）
- VERY BEST OF 春菜まい 完全版（8月20日、ケイ・エム・プロデュース）
- キューティ（8月20日、イエローボックス）
- 大人の保育園3（9月1日、MOODYZ）
- 人妻GET 「他人の妻は俺の女」（9月23日、アイエナジー）オムニバス作品
- 罪と罰 完全版（9月24日、メディアバンク）
- 最高のオナニーのために ※オナニーグッズ付き（10月1日、MOODYZ）
- 僕だけの爆乳おねだり痴女（11月1日、MOODYZ）
- ブルセラぶっかけザーメン（11月4日、アイエナジー）オムニバス作品
- ANGEL Service（11月8日、アイデアポケット）
- 春菜まいの絶対競泳水着宣言!!（12月10日、オブテイン・フューチャー）
- ドリーム極道 極道を愛した女たち（12月15日、MOODYZ）共演:小泉キラリ、水咲涼子

2005年
- 夢の一夫多妻制　〜僕のモテまくり新婚生活〜（1月1日、MOODYZ）共演:長谷川いずみ、遥優衣
- MOUTH SHOWER （1月8日、アイデアポケット）
- 癒しの巨乳エステ（1月15日、MOODYZ）
- 未編集 春菜まい（1月20日、ゼロコーポレーション）
- Suppin 完全版 春菜まい（1月21日、メディアバンク）
- 夢の一夫多妻制 愛妻とっかえひっかえ新婚セックスライフ（2月1日、MOODYZ）共演:長谷川いずみ、遥優衣
- BREAK・FUCK ROUND4（2月8日、アイデアポケット）
- 爆乳痴女カルテット（2月15日、MOODYZ）共演:甘味いちご、小泉麻由、夜桜すもも
- 続 鬼畜輪姦　女子校生監禁凌辱の輪廻（3月8日、アタッカーズ）
- 爆乳RED&BLACK 〜お仕置き痴女教師と縛られペット教師〜 （3月15日、MOODYZ）
- 巨乳破壊2 爆乳OLの章（4月1日、MOODYZ）
- 連れ輪姦しM奴隷（4月8日、アタッカーズ）共演:山口みのり
- アクリルFUCK（4月15日、MOODYZ）
- W巨乳（5月1日、エーティエイティ）他出演:長谷川瞳
- イカセ4本番 デジタルモザイク（5月1日、MOODYZ）
- 夫の目の前で犯されて－ 侵入者（5月13日、アタッカーズ）
- 巨乳姉妹と一つ屋根の下（5月13日、MOODYZ）共演:森永みか
- やわらか乳房秘書 〜癒しの巨乳セクレタリー〜（6月1日、MOODYZ）
- JAPA（N）MERICAN HARDCORE（6月13日、MOODYZ）
- デジタルモザイク Vol.077 special（7月1日、MOODYZ）
- 明るい、家族輪姦。（7月13日、MOODYZ）
- パイズリ盛りだくさん 〜私の豊乳でいっぱいシコシコして〜（8月1日、MOODYZ）
- MOODYZ春菜まいスペシャル（8月13日、MOODYZ）※引退作

2007年
- ロケの裏で女優50人にやりたい放題!完全撮り下ろし!懲戒免職ADが隠し持っていたVTR入手!（2月8日、ディープス）他多数出演
- 巨乳・精液・栗の花 (11月20日、ガイアプロジェクト) ※オムニバス

2010年
- 春菜まい – MOODYZ懐かしの名女優コレクション Vol.10 春菜まい (10月1日、MOODYZ)

### テレビ番組
- Peach-Pit 桃のたね（MONDO TV）
- 夜美女(サンテレビ)